# Saropogon pulcherimus
Saropogon pulcherimus är en tvåvingeart som beskrevs av Samuel Wendell Williston  1901. Saropogon pulcherimus ingår i släktet Saropogon och familjen rovflugor. Inga underarter finns listade i Catalogue of Life.